# Ashleys Copse
Ashleys Copse är ett slott i Storbritannien.   Det ligger i grevskapet Hampshire och riksdelen England, i den södra delen av landet, 110 km väster om huvudstaden London. Ashleys Copse ligger 152 meter över havet.
Terrängen runt Ashleys Copse är huvudsakligen platt. Ashleys Copse ligger uppe på en höjd. Runt Ashleys Copse är det ganska tätbefolkat, med 179 invånare per kvadratkilometer. Närmaste större samhälle är Salisbury, 12,6 km väster om Ashleys Copse. Trakten runt Ashleys Copse består till största delen av jordbruksmark.